# اصالت ادراک

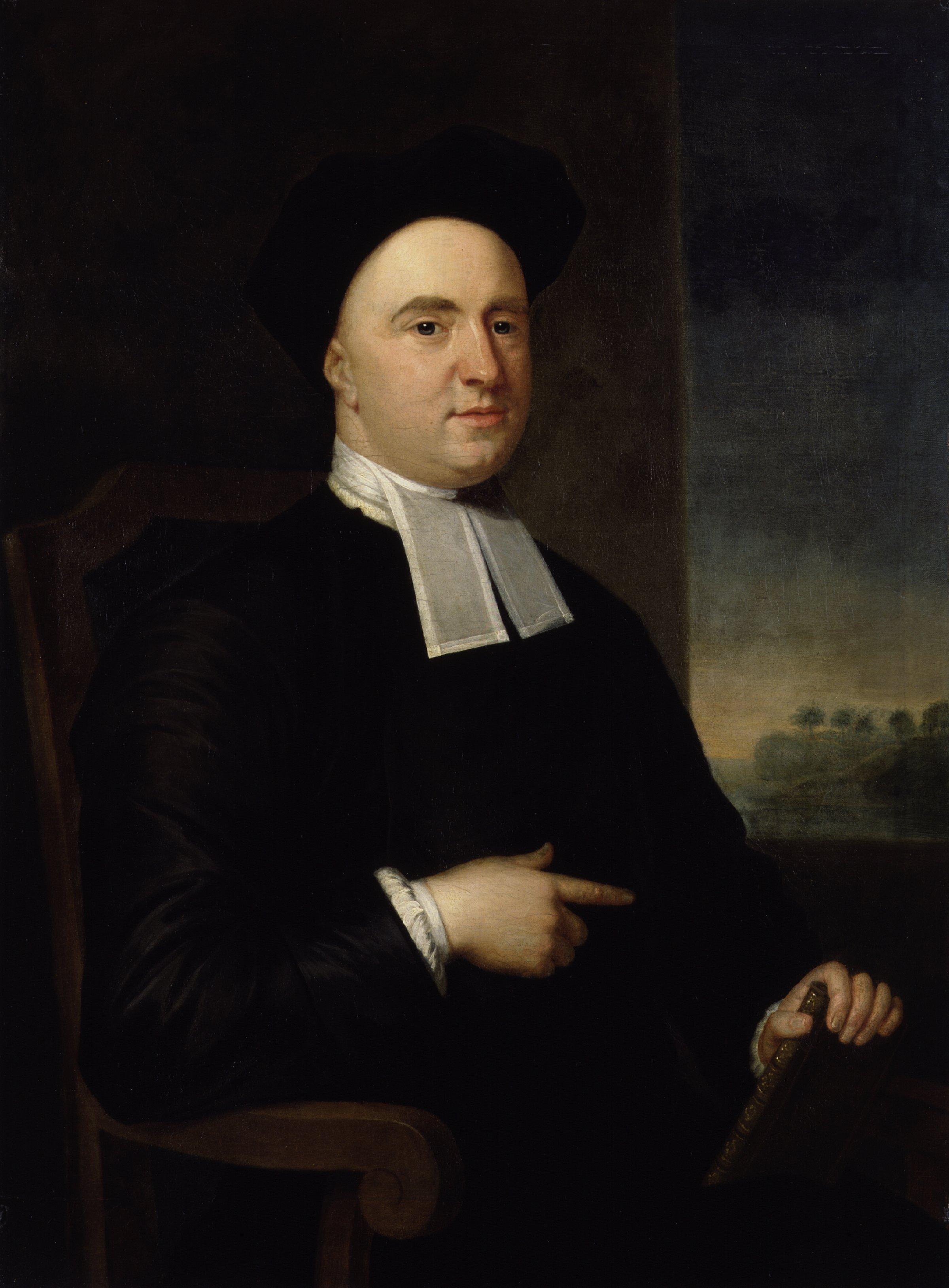
جورج برکلی اثر جان اسمیبرت

اصالت ادراک (انگلیسی: Perceptionnisme)، شناخت و آگاهی متعاقب از تعقل قلب و زنده بودن است.

## اصالت ادراک
وجود، از نظر جرج بارکلی، به معنی ادراک است.
مذهب فلسفی بارکلی، اصالت معنی است.

## مُدرک
اگر مُدرک، چیزی ادراک نکند، وجود ندارد.
موجودیت و ادراک و حیات موجودات به اراده قدرت خداوند است.
در فلسفهٔ جدید غربی برای اولین بار لایب نیتس تعابیر perception را به معنای ادراک بسیط و Appercetion را برای ادراک مرکب اختیار کرده‌است.
دکارت و جان لاک قبل از لایب نیتس چیزی از ادراک نامتمایز و مبهم گفته بودند، اما آن را در نسبت با درجهٔ وجود مدرِک و به عنوان ادراک بدون آگاهی و وقوف تلقی نکرده بودند.
حضور را به معنی حضور قلب برای حق، هنگام غیبت خلق، نیز به کار برده‌اند. این حضور ضد غیبت است، زیرا غیبت، غیبت دل است از احوال خلق، به موجب اشتغال حس به آنچه بر آن وارد شده‌است.
اصالت حضور (Presentat ionnisme) یک نظریه فلسفی است. این اصطلاح مترادف اصالت ادراک (Perceptionnisme) است.